# Edward Bach
Edward Bach (Moseley, Birmingham, 24 de setembro de 1886 — Sotwell, South Oxfordshire, 27 de novembro de 1936) foi um médico britânico, desenvolveu as essências florais de Bach, uma forma de medicina alternativa inspirada em clássicas tradições homeopáticas.

## Vida
Edward Bach nasceu em 24 de setembro de 1886, em Moseley, uma vila perto de Birmingham, Inglaterra. Com 17 anos alistou-se no Corpo de Cavalaria de Worcestershire, onde pode liberar mais seu amor pelos animais e passar algum tempo em contato com a natureza. Nesta época já não se conformava com os tratamentos paliativos que seus colegas trabalhadores recebiam e acreditava haver um meio de curar realmente, inclusive as doenças tidas como incuráveis. Com 20 anos entrou na Universidade de Birmingham. Finalizou os estudos com o treinamento prático no "University College Hospital" em Londres, em 1912. Além dos diplomas e títulos que obteve ao se formar, recebeu também os títulos de Bacteriologista e Patologista em 1913 e o diploma de Saúde Pública, em 1914.
Neste ano foi rejeitado para servir na Guerra fora do país, provavelmente por sua saúde frágil. Entretanto, ficou responsável por 400 leitos no "University College Hospital", com o trabalho no Departamento de Bacteriologia e também como Assistente Clínico do Hospital da Escola de Medicina (período de 1915 a 1919). Trabalhou incansavelmente mesmo não sentindo-se bem e, após avisos constantes de pré-estafa não respeitados, teve uma severa hemorragia em julho de 1917. Submetido a uma cirurgia de urgência, foi-lhe comunicado que talvez não tivesse mais que três meses de vida. No entanto, sentindo uma melhora, reuniu suas forças e foi para o laboratório trabalhar. Passou a dedicar-se à pesquisa dia e noite. Além de não pensar na doença por ter a sua mente ocupada, voltar a trabalhar em função do objetivo da sua vida lhe trazia energia para prosseguir. Em pouco tempo estava totalmente recuperado.

## Realizações

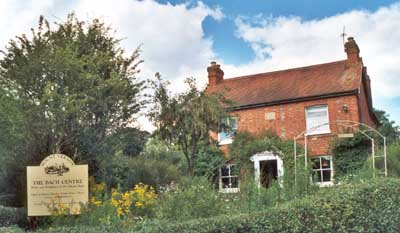
Última casa de morada do Dr. Bach em Sotwell, Inglaterra. Atualmente a casa é propriedade privada da Família Ramsell

Passou a ser cada vez mais conhecido pelas suas descobertas no campo da bacteriologia. Trabalhou em tempo exclusivo para o "University College Hospital", e depois como bacteriologista do "London Homeopathic Hospital", permanecendo lá até 1922. Foi nesta situação que conheceu a Doutrina de Hahnemann e seu livro básico: o "Organon da Arte de Curar", escrito mais de cem anos antes do seu tempo. Descobriu a genialidade de Hahnemann, que curava mais guiado pelos sintomas mentais que pelos físicos.
Em 1926, publica com C.E. Wheeler o "Cronic Disease. A Working Hypothesis". Nessa época, os nosódios intestinais, já conhecidos como Nosódios de Bach, eram utilizados em toda Grã-Bretanha e também em vários outros países.
Bach começou então a tentar substituir os nosódios por medicamentos preparados com plantas, e foi a esta altura que utilizou pelo sistema homeopático de diluição e potencialização, duas flores que trouxe de Gales, em 1928. Estas plantas eram Impatiens e Mimulus. Pouco depois também utilizou Clematis. Os resultados foram encorajadores. Também nesta época começou a separar os indivíduos por grupos de semelhança de comportamento, como se sofressem do mesmo problema. Ele mesmo conta que isso aconteceu depois que foi a uma festa e ficou num canto observando as pessoas, quando aí teve um insight. Bach imaginou que deveria existir um medicamento que aliviasse este sofrimento comum a cada grupo de indivíduos.
Em 1930, resolveu deixar toda sua rendosa atividade em Londres, o consultório da rua Harley e os laboratórios, para buscar na natureza este sistema de cura que idealizara desde pequeno, e do qual sentia estar próximo. Aos 44 anos, partiu para Gales. Ao chegar, descobriu que levara por engano uma mala com calçados no lugar de uma outra com o material necessário para o preparo de medicamentos homeopáticos: almofariz, vidros etc. Isso acabou por impulsioná-lo mais rapidamente na direção da descoberta de um novo sistema de extrair as virtudes medicamentosas das plantas. A homeopatia não estava longe, mas não era exatamente o que procurava. Deixou, portanto, a fama, o conforto e um lugar de destaque na sociedade médica londrina. Antes de ir, queimou tudo que já tinha escrito até então e deixou o resto do trabalho a ser concluído pelos colegas e auxiliares que trabalhavam com ele.
No entanto, foi encorajado pelo Dr. John Clark, diretor do Homeopathic World, um jornal médico homeopático, que colocou seu periódico à disposição para que Bach publicasse suas descobertas. Essa oportunidade foi totalmente aproveitada. No outono de 1935, descobriu Mustard, o último dos 38 florais.
O Dr. Bach morreu dormindo, em 27 de novembro de 1936, de parada cardíaca, aos 50 anos de idade, em sua casa, denominada Mount Vernon, na vila de Brighwell-cum-Sotwell, em Oxfordshire. Lá funciona hoje o Bach Centre, onde se cultivam as plantas, colhem-se as flores e preparam-se as essências florais de Bach.